# 20 Minutes – The Power of Few
20 Minutes – The Power of Few (Originaltitel: The Power of Few) ist ein US-amerikanischer Episoden-Thriller von Leone Marucci aus dem Jahr 2013.

## Inhalt
Der Film zeigt fünf Episoden von Menschengruppen in New Orleans, die in kriminelle Taten verstrickt sind. An einer Straßenkreuzung kommt es zum tödlichen Showdown. Ein jugendlicher Krimineller wird in einem Laden erschossen, vor dem Laden rasen zwei Autos ineinander und eine Kurierfahrerin und ihr Begleiter werden getötet.
In der letzten Episode wird die Geschichte jedoch noch einmal neu erzählt. Das Mädchen Few redet auf die mordwilligen Gangster ein, keinen Schmerz mehr zu verursachen, da das Karma sonst zuschlagen könnte. Die Gangster lassen von ihrem Plan ab und alle Protagonisten überleben den Vorgang.

## Hintergrund
Der Film wurde per Crowdfunding finanziert.

## Kritik
The Hollywood Reporter meint: „Kein sonderlich innovativer aber gelegentlich amüsanter Straßengangster-Genre-Film. Es werden durchaus passable Darsteller und einige kluge Handlungsschlenker geboten.“